# Campeonato Nacional B 2013
El Campeonato Nacional B 2013 del fútbol de la tercera categoría del fútbol paraguayo, fue la tercera edición de la Primera División B Nacional, organizado por la Unión del Fútbol del Interior y fue inaugurado el 21 de julio en el Estadio Parque del Guairá de la ciudad de Villarrica. 
El club que se consagró campeón del torneo ascendió a la División Intermedia (Segunda División), el subcampeón jugó un repechaje contra el subcampeón de la Primera División B por el ascenso a la misma división.

## Equipos participantes
| Equipo             | Entrenador               | Fundación                | Ciudad                     | Estadio                   | Capacidad |
| ------------------ | ------------------------ | ------------------------ | -------------------------- | ------------------------- | --------- |
| 22 de Septiembre   | Héctor Casco             | 3 de octubre de 1906     | Encarnación                |                           |           |
| 4 de octubre       | Gustavo Torres           |                          | Atyrá                      | San Francisco de Asís     | 4.000     |
| Choré Central      | Saturnino Arrúa          | 19 de junio de 1965      | Choré                      | Asteria Mendoza           | 3.500     |
| Caaguazú           | Richart Caballero        | 16 de septiembre de 2008 | Caaguazú                   | Federico Llamosas         | 7.000     |
| Liga Campo 9       |                          | 1 de marzo de 1982       | Dr J. Eulogio Estigarribia |                           |           |
| Liga Concepcionera | Hugo Ovelar              | 16 de junio de 1917      | Concepción                 |                           |           |
| Liga Guaireña      | Buenaventura Ferreira    | 18 de junio de 1916      | Villarrica                 | Estadio Parque del Guairá | 12.000    |
| Liga Ovetense      | Félix "El Tanque" Torres |                          | Coronel Oviedo             | Estadio Ovetenses Unidos  | 8.000     |
| Liga Pilarense     |                          |                          | Pilar                      |                           |           |
| Sol del Este       | Javier Araujo            | 26 de enero de 2009      | Ciudad del Este            | Km 12 Monday              | 5.000     |

## Producto de la clasificación
- El torneo coronará al tercer campeón en la historia de la Primera B Nacional.

- El campeón del torneo, obtendrá directamente su ascenso a la División Intermedia.

- El subcampeón del torneo, accederá al repechaje por el ascenso contra el subcampeón de la Primera B Metropolitana a través de dos partidos: ida y vuelta.

- El equipo que obtenga el menor puntaje en el torneo, quedará un año excluido de este torneo.

## Disputa del campeonato[2]

### Primera fase
Los 10 equipos fueron divididos en 2 grupos de 5 equipos. Esta fase se jugará con el sistema de todos contra todos, a dos ruedas, además, en cada fecha los equipos que quedan libres de cada grupo se enfrentarán entre sí. Los dos mejores equipos ubicados en cada grupo clasificarán a la segunda fase.
|  | Clasifican 2 por grupo. |

#### Grupo A
| Equipo        | Pts | PJ | PG | PE | PP | GF | GC | DG  |
| ------------- | --- | -- | -- | -- | -- | -- | -- | --- |
| Ovetense      | 18  | 10 | 5  | 3  | 2  | 19 | 10 | 9   |
| Choré Central | 18  | 10 | 5  | 3  | 2  | 12 | 8  | 4   |
| Concepcionera | 17  | 10 | 5  | 2  | 3  | 13 | 14 | -1  |
| 4 de Octubre  | 12  | 10 | 3  | 3  | 4  | 11 | 12 | -1  |
| Campo 9       | 7   | 10 | 2  | 1  | 7  | 11 | 21 | -10 |

| Fecha                          | Lugar                          | Local                   | Resultado | Visitante               |
| ------------------------------ | ------------------------------ | ----------------------- | --------- | ----------------------- |
| 21 de julio                    | Choré                          | Choré Central           | 2:0       | Campo 9                 |
| 27 de julio                    | Atyrá                          | 4 de Octubre            | 0:0       | Ovetense                |
| 28 de julio (Intergrupal)      | Minga Guazú                    | Sol del Este            | 3:1       | Liga Concepcionera      |
| 4 de agosto                    | Doctor J. Eulogio Estigarribia | Campo 9                 | 2:1       | 4 de Octubre            |
| 4 de agosto                    | Choré                          | Choré Central           | 2:0       | Liga Concepcionera      |
| 4 de agosto (Intergrupal)      | Pilar                          | Pilarense               | 1:2       | Ovetense                |
| 11 de agosto                   | Atyrá                          | 4 de Octubre            | 0:1       | Liga Concepcionera      |
| 11 de agosto                   | Coronel Oviedo                 | Ovetense                | 5:1       | Campo 9                 |
| 11 de agosto (Intergrupal)     | Caaguazú                       | Club Deportivo Caaguazú | 0:0       | Choré Central           |
| 18 de agosto                   | Concepción                     | Liga Concepcionera      | 2:1       | Ovetense                |
| 18 de agosto                   | Choré                          | Choré Central           | 1:1       | 4 de Octubre            |
| 18 de agosto (Intergrupal)     | Villarrica                     | Liga Guaireña           | 1:2       | Campo 9                 |
| 24 de agosto                   | Coronel Oviedo                 | Ovetense                | 1:1       | Choré Central           |
| 29 de agosto                   | Doctor J. Eulogio Estigarribia | Campo 9                 | 1:1       | Liga Concepcionera      |
| 4 de septiembre (Intergrupal)  | Encarnación                    | 22 de Septiembre        | 1:1       | 4 de Octubre            |
| 1 de septiembre                | Doctor J. Eulogio Estigarribia | Campo 9                 | 2:3       | Choré Central           |
| 1 de septiembre                | Coronel Oviedo                 | Ovetense                | 2:3       | 4 de Octubre            |
| 1 de septiembre (Intergrupal)  | Concepción                     | Liga Concepcionera      | 1:1       | Sol del Este            |
| 8 de septiembre                | Atyrá                          | 4 de Octubre            | 2:0       | Campo 9                 |
| 8 de septiembre                | Choré                          | Choré Central           | 0:1       | Liga Concepcionera      |
| 8 de septiembre (Intergrupal)  | Coronel Oviedo                 | Ovetense                | 0:0       | Pilarense               |
| 15 de septiembre               | Concepción                     | Liga Concepcionera      | 4:2       | 4 de Octubre            |
| 15 de septiembre               | Doctor J. Eulogio Estigarribia | Campo 9                 | 2:3       | Ovetense                |
| 15 de septiembre (Intergrupal) | Choré                          | Choré Central           | 2:1       | Club Deportivo Caaguazú |
| 22 de septiembre               | Atyrá                          | 4 de Octubre            | 0:1       | Choré Central           |
| 22 de septiembre               | Coronel Oviedo                 | Ovetense                | 3:0       | Liga Concepcionera      |
| 22 de septiembre (Intergrupal) | Doctor J. Eulogio Estigarribia | Campo 9                 | 0:1       | Guaireña                |
| 29 de septiembre (Intergrupal) | Concepción                     | Liga Concepcionera      | 2:1       | Campo 9                 |
| 29 de septiembre               | Choré                          | Choré Central           | 0:2       | Ovetense                |
| 29 de septiembre (Intergrupal) | Atyrá                          | 4 de Octubre            | 1:0       | 22 de Septiembre        |

#### Grupo B
| Equipo          | Pts | PJ | PG | PE | PP | GF | GC | DG |
| --------------- | --- | -- | -- | -- | -- | -- | -- | -- |
| Caaguazú        | 18  | 10 | 5  | 3  | 2  | 14 | 6  | 7  |
| Sol del Este    | 15  | 10 | 4  | 3  | 3  | 11 | 7  | 4  |
| 22 de Setiembre | 15  | 10 | 4  | 3  | 3  | 11 | 11 | 0  |
| Guaireña        | 10  | 10 | 3  | 1  | 6  | 10 | 15 | -5 |
| Pilarense       | 8   | 10 | 2  | 2  | 6  | 4  | 11 | -6 |

| Fecha                          | Lugar                          | Local              | Resultado | Visitante          |
| ------------------------------ | ------------------------------ | ------------------ | --------- | ------------------ |
| 28 de julio                    | Villarrica                     | Liga Guaireña      | 2:0       | Caaguazú           |
| 28 de julio                    | Encarnación                    | 22 de Septiembre   | 2:0       | Liga Pilarense     |
| 28 de julio(Intergrupal)       | Minga Guazú                    | Sol del Este       | 3:1       | Liga Concepcionera |
| 4 de agosto                    | Villarrica                     | Liga Guaireña      | 1:1       | 22 de Septiembre   |
| 4 de agosto                    | Ciudad del Este                | Sol del Este       | 0:0       | Caaguazú           |
| 4 de agosto (Intergrupal)      | Pilar                          | Pilarense          | 1:2       | Ovetense           |
| 11 de agosto                   | Encarnación                    | 22 de Septiembre   | 2:1       | Sol del Este       |
| 11 de agosto                   | Pilar                          | Pilarense          | 1:0       | Liga Guaireña      |
| 11 de agosto (Intergrupal)     | Caaguazú                       | Caaguazú           | 0:0       | Choré Central      |
| 18 de agosto                   | Ciudad del Este                | Sol del Este       | 3:0       | Pilarense          |
| 18 de agosto                   | Caaguazú                       | Caaguazú           | 2:1       | 22 de Septiembre   |
| 18 de agosto (Intergrupal)     | Villarrica                     | Liga Guaireña      | 1:2       | Campo 9            |
| 25 de agosto                   | Pilar                          | Pilarense          | 0:1       | Caaguazú           |
| 25 de agosto                   | Villarrica                     | Liga Guaireña      | 0:1       | Sol del Este       |
| 4 de septiembre (Intergrupal)  | Encarnación                    | 22 de Septiembre   | 1:1       | 4 de Octubre       |
| 1 de septiembre                | Caaguazú                       | Caaguazú           | 5:1       | Liga Guaireña      |
| 1 de septiembre                | Pilar                          | Pilarense          | 0:1       | 22 de Septiembre   |
| 1 de septiembre (Intergrupal)  | Concepción                     | Liga Concepcionera | 1:1       | Sol del Este       |
| 8 de septiembre                | Encarnación                    | 22 de Septiembre   | 3:2       | Liga Guaireña      |
| 9 de septiembre                | Caaguazú                       | Caaguazú           | 1:0       | Sol del Este       |
| 8 de septiembre (Intergrupal)  | Coronel Oviedo                 | Ovetense           | 0:0       | Pilarense          |
| 15 de septiembre               | Ciudad del Este                | Sol del Este       | 0:0       | 22 de Septiembre   |
| 15 de septiembre               | Villarrica                     | Liga Guaireña      | 1:0       | Pilarense          |
| 15 de septiembre (Intergrupal) | Choré                          | Choré Central      | 2:1       | Caaguazú           |
| 22 de septiembre               | Encarnación                    | 22 de Septiembre   | 0:3       | Caaguazú           |
| 22 de septiembre               | Pilar                          | Pilarense          | 1:0       | Sol del Este       |
| 22 de septiembre (Intergrupal) | Doctor J. Eulogio Estigarribia | Campo 9            | 0:1       | Guaireña           |
| 29 de septiembre               | Caaguazú                       | Caaguazú           | 1:1       | Pilarense          |
| 29 de septiembre               | Ciudad del Este                | Sol del Este       | 2:1       | Guaireña           |
| 29 de septiembre (Intergrupal) | Atyrá                          | 4 de Octubre       | 1:0       | 22 de Septiembre   |
| 2 de octubre (Partido extra)   | Itauguá                        | Sol del Este       | 2:1       | 22 de Septiembre   |

### Segunda fase
En esta fase se medirá al primero del Grupo A con el segundo del B y viceversa. Los juegos fueron de ida y vuelta, previéndose partidos extras en los casos de igualdad en puntos al cabo de las revanchas, sin tener en cuenta la diferencia de goles.
|  | Semifinales   | Semifinales | Semifinales   | Semifinales |   |               | Final | Final | Final | Final |  |
|  |               |             |               |             |   |               |       |       |       |       |  |
|  |               |             |               |             |   |               |       |       |       |       |  |
|  | Liga Ovetense | 1           | 5             | 6           |   |               |       |       |       |       |  |
|  | Liga Ovetense | 1           | 5             | 6           |   |               |       |       |       |       |  |
|  | Sol del Este  | 1           | 2             | 3           |   |               |       |       |       |       |  |
|  | Sol del Este  | 1           | 2             | 3           |   | Liga Ovetense | 1     | 0     | 1     |       |  |
|  |               |             |               |             |   | Liga Ovetense | 1     | 0     | 1     |       |  |
|  |               |             | Liga Caaguazú | 1           | 2 | 3             |       |       |       |       |  |
|  | Liga Caaguazú | 1           | Liga Caaguazú | 1           | 2 | 3             | 1     | 2     |       |       |  |
|  | Liga Caaguazú | 1           |               |             |   |               | 1     | 2     |       |       |  |
|  | Choré Central | 1           | 0             | 1           |   |               |       |       |       |       |  |
|  | Choré Central | 1           | 0             | 1           |   |               |       |       |       |       |  |
|  |               |             |               |             |   |               |       |       |       |       |  |

- Nota: En cada llave, el equipo ubicado en la primera línea es el que ejerce la localía en el partido de vuelta.

#### Semifinales
| Fecha                 | Ciudad         | Local         | Resultado | Visitante     |
| --------------------- | -------------- | ------------- | --------- | ------------- |
| 6 de octubre de 2013  | Choré          | Choré Central | 1:1       | Caaguazú      |
| 13 de octubre de 2013 | Caaguazú       | Caaguazú      | 1:0       | Choré Central |
| 6 de octubre de 2013  | Minga Guazú    | Sol del Este  | 1:1       | Ovetense      |
| 13 de octubre de 2013 | Coronel Oviedo | Ovetense      | 5:2       | Sol del Este  |

#### Final
| Fecha                 | Ciudad   | Local    | Resultado | Visitante |
| --------------------- | -------- | -------- | --------- | --------- |
| 24 de octubre de 2013 | Caaguazú | Caaguazú | 1:1       | Ovetense  |
| 27 de octubre de 2013 | Itauguá  | Ovetense | 0:2       | Caaguazú  |

| Campeón Caaguazú 1.er título |

### Repechaje por ascenso
Tras culminar el torneo, el club subcampeón jugará partidos de ida y vuelta contra el subcampeón de la Primera División B 2013 para definir el ascenso a la División Intermedia.
| 3 de noviembre de 2013 | Ovetense                     | 1:0     | Sportivo Iteño | Juan José Vázquez, San Estanislao                        |                                                          |
|                        | Bruno Fernández 90+2' (a.g.) | Reporte |                | Asistencia: 1244 espectadores Árbitro(s): Julio Quintana | Asistencia: 1244 espectadores Árbitro(s): Julio Quintana |

| 10 de noviembre de 2013 | Sportivo Iteño                                                                                | 1:0 (7:6 p.)               | Ovetense                                                                                        | Salavador Morga, Itá                                     |                                                          |
|                         | Fernando López 78'                                                                            | Reporte                    |                                                                                                 | Asistencia: 2015 espectadores Árbitro(s): Ulises Mereles | Asistencia: 2015 espectadores Árbitro(s): Ulises Mereles |
|                         |                                                                                               | Tiros desde el punto penal |                                                                                                 |                                                          |                                                          |
|                         | Garcete · Miranda · Guasch · Arrúa · López · Fernández · López · Ledesma · Guerreño · Machado |                            | Centurión · Gómez · Galeano · Amarilla · Gini · Ocampos · Medina · González · Bogado · Amarilla |                                                          |                                                          |